# Fuerstia
Fuerstia és un gènere d'angiospermes que pertany a la família de les lamiàcies.

## Taxonomia
- Fuerstia adpressa
- Fuerstia africana
- Fuerstia angustifolia
- Fuerstia bartsioides
- Fuerstia dendrothrix
- Fuerstia rara
- Fuerstia rigida
- Fuerstia ternata
- Fuerstia tuberosa
- Fuerstia welwitschii